# George Topîrceanu
George Topîrceanu, né le 21 mars 1886 à Bucarest et mort le 7 mai 1937 à Iași, est un poète, journaliste et prosateur roumain de l'entre-deux-guerres. Très populaire à son époque, parfois oublié de nos jours[Interprétation personnelle ?] ; il est difficile de le rattacher à un mouvement littéraire, car il était influencé par plusieurs écrivains.

## Biographie

### Enfance entre Bucarest et la province
George Topîrceanu est né le 21 mars 1886 à Bucarest, deuxième enfant de Ion, fourreur et Paraschiva, tisseuse. Il commença à aller à l'école à six ans dans la périphérie de Bucarest. Trois ans plus tard, il partit avec ses parents pour Șuici, où la famille se stabilisa un temps, qui coïncide avec ses premières tentatives littéraires, puis revint en 1898 au lycée Matthieu Basarab, puis au collège national Saint-Sava.

### Carrière littéraire, stabilisation et mariage
En 1904, il fit ses débuts dans la revue humoristique Belgia Orientului [La Belgique de l'Orient]. Entre 1905 et 1907, il publia des vers sentimentaux et fortement inspirés d'autres poètes roumains dans les revues Duminica [Le dimanche], Revista noastră [Notre revue], Revista ilustrată [La Revue illustrée], etc. Il termina son lycée et s'inscrivit à la faculté de droit qu'il abandonna néanmoins bientôt. En 1907, il devint collaborateur de la revue Viața literară și artistică [La vie littéraire et artistique], sous la direction de George Coșbuc. Il publia ensuite la poésie 1908, dédiée à Alexandru Vlahuță et, un an plus tard, Răspunsul micilor funcționari [La réponse des petits fonctionnaires] pour répliquer au Caleidoscopul lui A. Mirea [Kaléidoscope d'A. Mirea] de Dimitrie Anghel et Ștefan Octavian Iosif, œuvre par laquelle il se fit remarquer dans le monde littéraire.
En 1911, il s'établit à Iași et devint, accueilli par Garabet Ibrăileanu, secrétaire de rédaction de la revue Viața românească [La Vie roumaine], où il publia poèmes, prose et critiques théâtrales. Il s'est marié l'année suivante, qui est aussi celle de la naissance de son fils Gheorghe, avec Victoria Iuga.

### La guerre et les poésies célèbres
Topîrceanu prit d'abord part à la Deuxième guerre balkanique. En 1916 parurent deux de ses volumes les plus célèbres : Balade vesele [Balades joyeuses] et Parodii originale [Parodies originales]. La même année, il fut mobilisé sur le front sud et fait prisonnier à Turtucaia, puis détenu jusqu'au début de 1918 en Bulgarie.
Dans sa vie privée, son couple s'est étiolé peu à peu et jusqu'à sa mort, il eut une relation discrète avec l'écrivaine Otilia Cazimir.
Il collabora à son retour au journal Lumina [La Lumière] de Constantin Stere à Bucarest. Il fut nommé directeur adjoint du théâtre national de Iași et publia des mémoires intitulés Amintiri din luptele de la Turtucaia [Souvenirs des combats de Turtucaia]. L'année suivante, de retour à Iași, il rédigea en collaboration avec Mihail Sadoveanu la revue Însemnări literare [Notes littéraires]. En 1920, parut le volume Balade vesele și triste [Balades joyeuses et tristes], puis la traduction de Le Songe d'une nuit d'été de William Shakespeare (1921).

### Une carrière littéraire interrompue par la maladie
En 1925, il publia l'article, qui eut un important écho, Importul de civilizație și literatură [L'import dans la civilisation et la littérature], où il se prononce clairement en faveur du « spécifique national », une des caractéristiques majeures d'une partie importante de la littérature roumaine. Peu après (1926), il devint lauréat du Prix national de poésie et directeur du Théâtre national de Chișinău.
En 1928 parut Migdale amare [Amandes amères] et Topîrceanu collabora à la revue Bilete de papagal [Billets de perroquet] de Tudor Arghezi, d'inspiration plus moderne.
En 1931, l'écrivain dévoila sa comédie musicale intitulée Bonsoir, Iași, qui fut représentée au théâtre Sidoli. Malgré les coupes opérées par la censure, la comédie jouit d'un énorme succès.
En 1934 parut Minunile Sfîntului Sisoe [Les miracles de Saint Sisoe].
En 1936, il tomba malade d'un cancer du foie. Il parvint néanmoins à publier Pirin-Planina. En 1937, la maladie s'aggravait et il obtint après de grands efforts auprès du ministère des Arts la somme nécessaire à son traitement. Il se rendit pour cela à Vienne avec Otilia Cazimir et décéda le 7 mai à Iași.

## Liste des œuvres

### Œuvres littéraires
- Balade vesele [Ballades joyeuses], Bucarest, 1916
- Parodii originale [Parodies originales], Bucarest, 1916
- Amintiri din luptele de la Turtucaia [Souvenirs des luttes de Turtucaia], Bucarest, 1918
- În gheara lor... Amintiri din Bulgaria și schițe ușoare [Dans leurs griffes... Souvenirs de Bulgarie et esquisses légères], Bucarest, 1920
- Strofe alese. Balade vesele și triste [Strophes choisies. Ballades joyeuses et tristes], Iași, 1920
- Bacilul lui Koch [Le Bacille de Koch], Iași, 1927
- Migdale amare [Les Amandes amères] , Bucarest, 1928
- Jos cortina! [Rideau!], Bucarest, 1929
- Scrisori fără adresă. Proză umoristică și pesimistă [Lettres sans adresse. Prose humoristique et pessimiste], Bucarest, 1930
- Pirin-Planina. Episoduri tragice și comice din captivitate [Pirin-Planina. Épisodes tragiques et comiques de captivité], Bucarest, 1936
- Postume [Œuvres posthumes], édition établie par Otilia Cazimir [3], Bucarest, 1938

### Traduction
- Shakespeare, Visul unei nopţi de vară, Jassy, 1921.

## Postérité
Basil Munteanu estime que Topîrceanu « reste un des meilleurs humoristes de la littérature roumaine et l'un des plus aimés, qui traduit comiquement un fonds réaliste et sentimental d'une vérité parfaite au moyen d'un vers incomparablement naturel et souple ».
Ses œuvres sont toujours lues en Roumanie, même s'il ne figure plus toujours dans les histoires de la littérature, comme celle d'Andreia Roman.
Il y a un musée G. Topîrceanu à Iași dans la maison où il a habité de 1932 à son décès en 1937.